# Bibliocanto

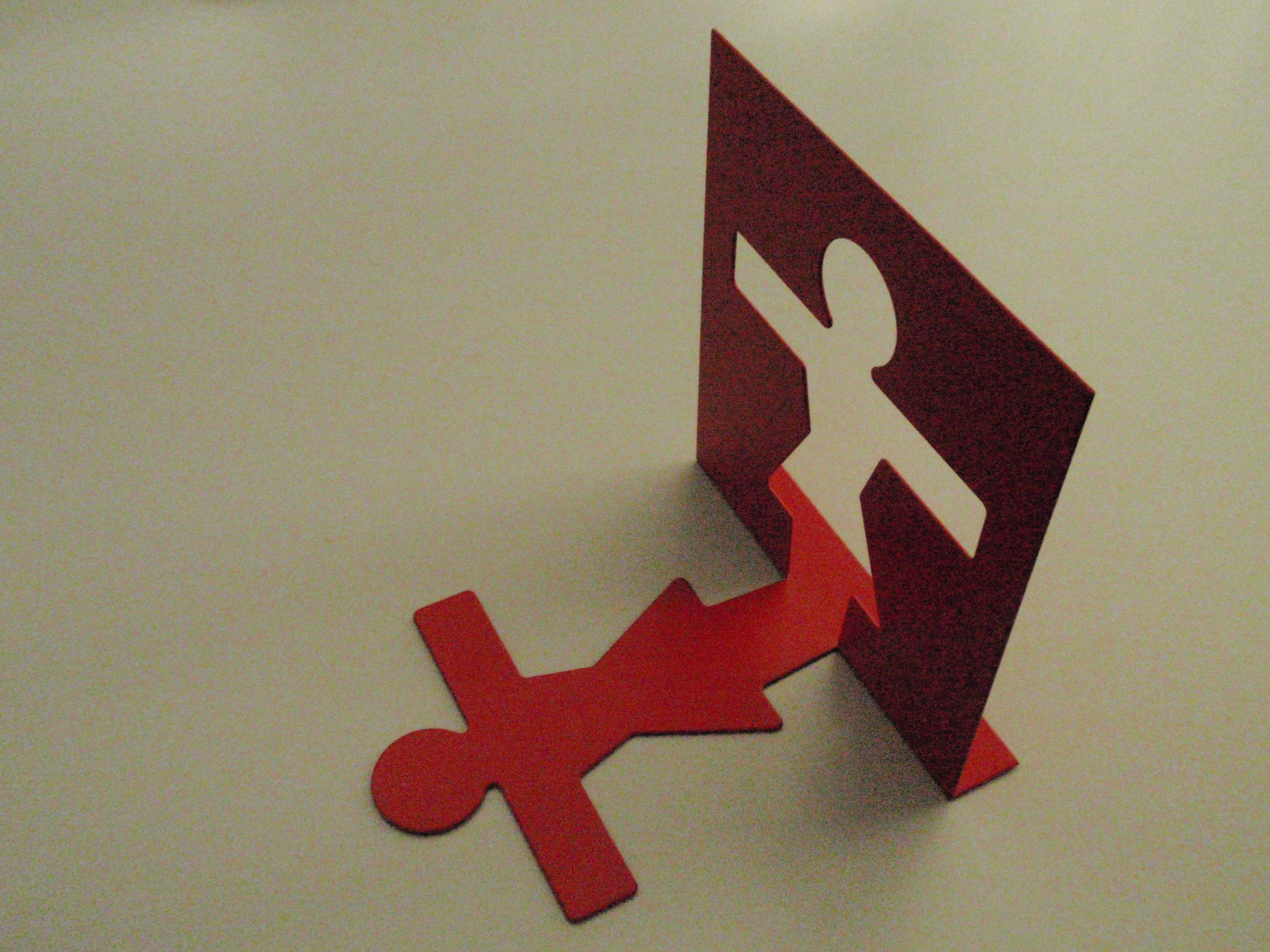
Um bibliocanto em metal.

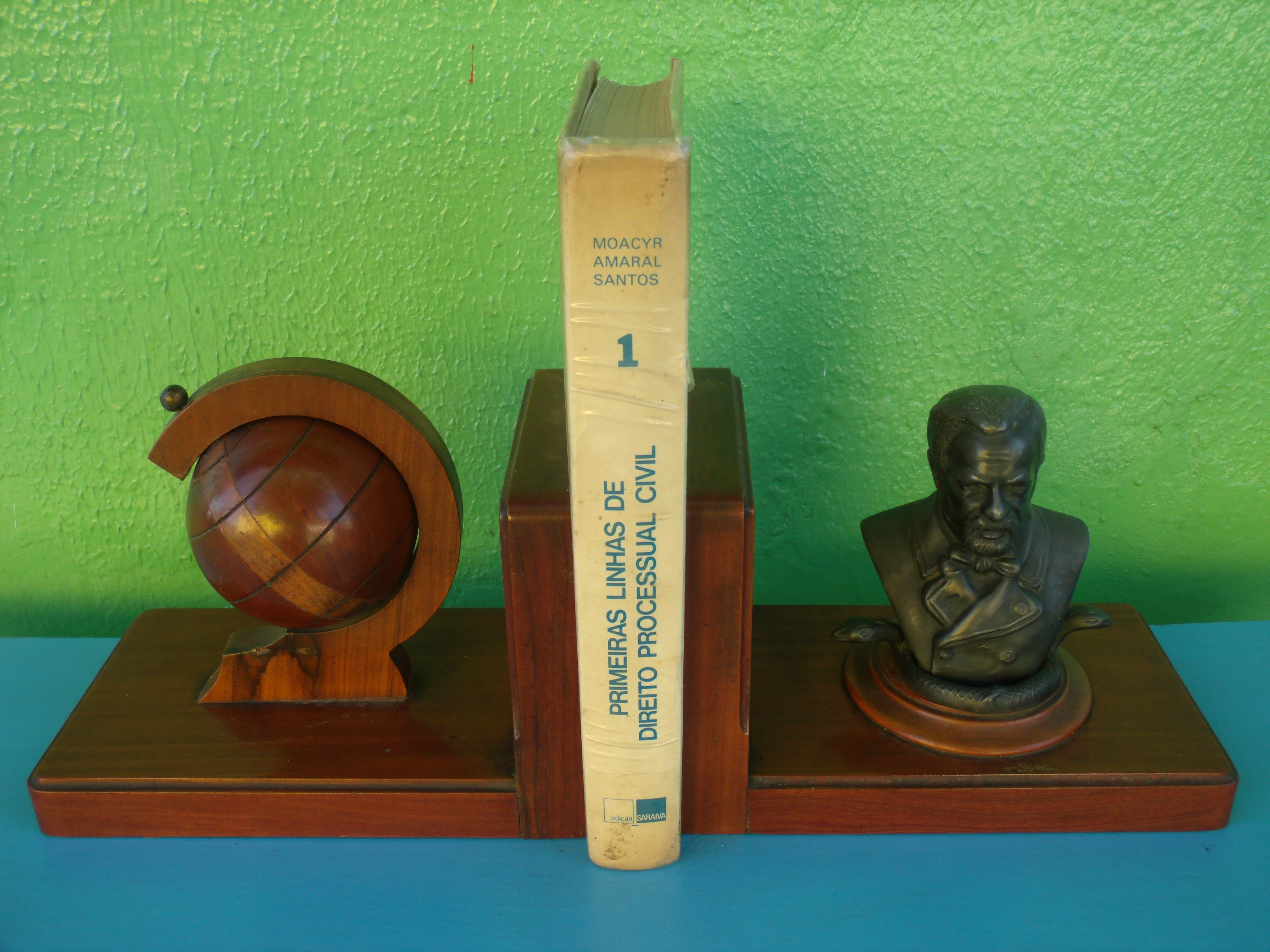
Confeccionado em madeira e latão com o busto do cientista Vital Brasil.

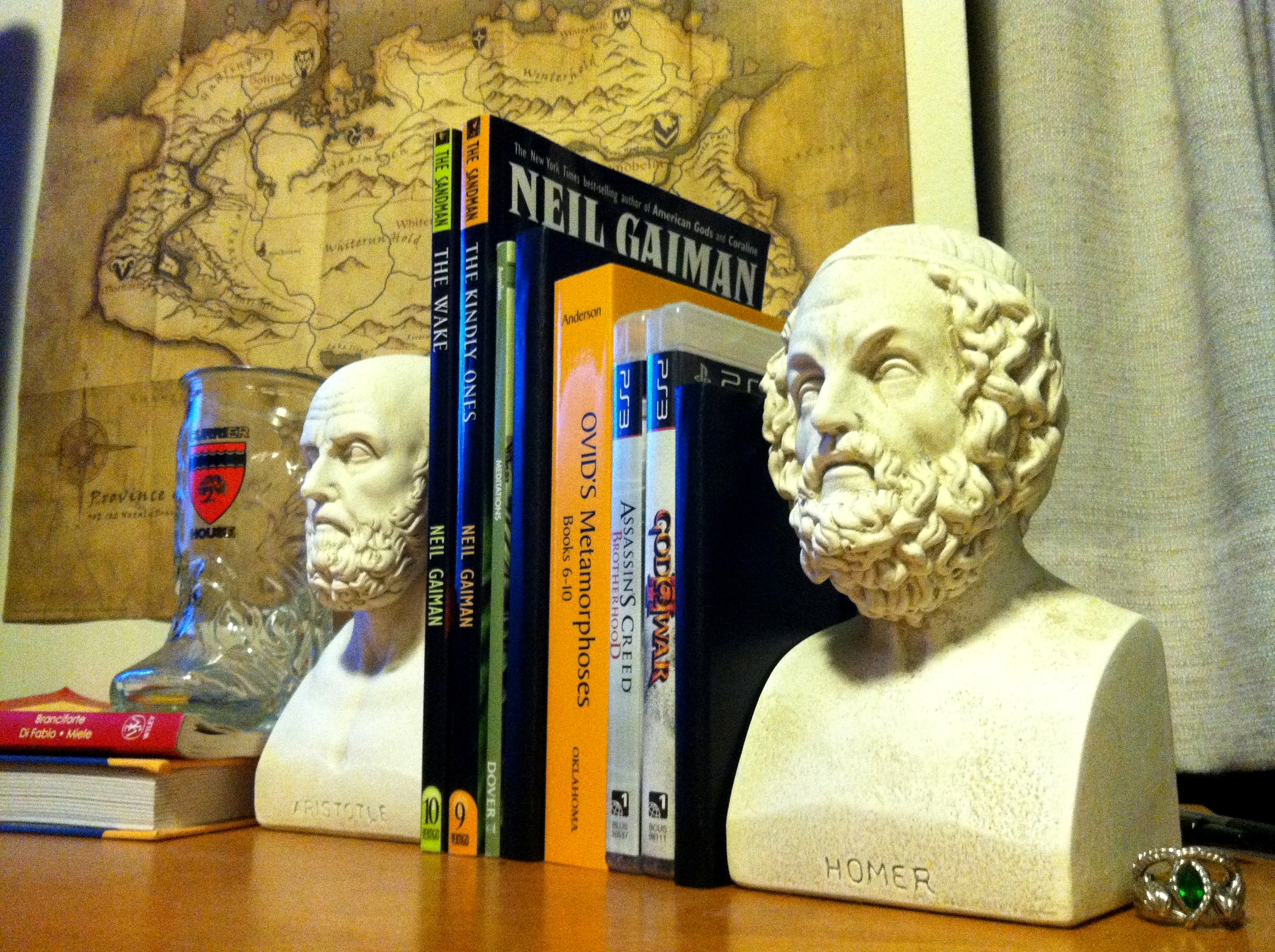
Com as esculturas de bustos de Aristóteles e Homero

Bibliocanto também chamado por suporte para livros ou suporte porta livros é um objeto usado para calçar uma fileira de livros . É colocado em uma ou ambas as extremidades para manter os livros na posição vertical. É um objeto tanto utilitário quanto decorativo. Sua fabricação pode ser feita de vários materiais como: ouro, bronze , mármore , madeira, gesso e seu uso se faz presente tanto em acervos privados como em bibliotecas públicas. 